# Бернард (мультсериал)
«Бернард» (англ. Bernard) — совместный испано-франко-южнокорейский мультипликационный сериал с чёрным юмором, состоящий из 156 короткометражных серий, продолжительность каждой около трёх минут. Сериал повествует о злоключениях белого медведя по имени Бернард, каждая серия представляет собой отдельную законченную историю, никак не связанную с другими эпизодами сериала. В 2009 году состоялась мультфильм «Мой друг Бернард».

## Сюжет
Главный герой сериала — белый медведь по имени Бернард. Он любит различные приключения и путешествия, хотя и попадает постоянно в различного рода неприятности. Бернарду фатально не везёт и любое дело, за которое он берётся, непременно превращается в непреодолимое испытание, представляющее серьёзную угрозу его здоровью.

## Персонажи
- Бернард — белый медведь, главный герой сериала;
- Ллойд — пингвин-самец;
- Ева — пингвин-самка;
- Зак — ящерица, главный антагонист Бернарда, всё время донимает его;
- Голиаф — собака чихуахуа;
- Сэм — мальчик;
- Санта-Клаус;
- Юрий — водитель гигантской чашки;
- Чудовище.

## Производство
Сериал произведён испанской компанией «BRB Internacional» совместно с корейской RG Animation Studios и французским телеканалом M6.

## Призы и награды
- Лучший мультипликационный сериал на фестивале Stuttgart Festival of Animated Film (2006)
- Mipcom Jr. Licensing Challenge Award (2004)
- Номинация «Детские и образовательные программы» Dong-A International Festival of Cartoon & Animation (2004)
- Финалист Annecy International Animation Festival (2003)